# Vanessa Marano
Vanessa Nicole Marano (Los Angeles, 31 d'octubre de 1992) és una actriu i cantant americana. Ha protagonitzat pel·lícules de televisió i va tenir papers recurrents a les sèries Without a Trace, Gilmore Girls, Ghost Whisperer, Scoundrels, Grey's Anatomy i The Young and the Restless. De 2011 a 2017, va protagonitzar la sèrie televisiva Switched at Birth (canviades en néixer) al canal americà Freeform, en el paper de Bay Kennish. Des de 2018 protagonitza la sèrie original de Snapchat, "The Dead Girls Detective Agency" ("L'agència de detectius noies mortes").

## Carrera
Vanessa Marano va començar a actuar professionalment amb set anys. Segons una entrevista amb la seva germana, la seva mare no volia que cap de les seves filles fes carrera dins el món de l'espectacle, de forma que a l'hora de contractar un agent per les seves filles, va contractar-ne un que creia que era probable que les rebutgés, només per trobar-se que ambdues filles van ser acceptades. Des de llavors, ha treballat per produccions al Stage Door Theater. Els primers papers importants a la televisió van ser com la filla gran de Jack Malone a Without a Trace (ella i la seva germana a la vida real, Laura Marano, fan de germanes), la fillastra de Valerie a The Comeback i d'April Nardini a Gilmore Girls. També va interpretar a Layne Abeley a The Clique, basada en els llibres de Lisi Harrison, i a Samantha Pentina a Dear Lemon Lima. Marano va sortir a un episodi de Ghost Whisperer amb Jennifer Love Hewitt. Marano va interpretar jugar a Eden The Yound and the Restless i a Esperança a Scoundrels.
De 2011 a 2017, va interpretar a Bay Kennish a la sèrie de televisió Switched at Birth, de la cadena nord-americana ABC Family/Freeform.

## Vida personal
Marano va néixer a Los Angeles, Califòrnia. La seva mare, Ellen, és la propietari de Agoura Children's Theatre. La seva germana petita, Laura Marano, és també una actriu. Vanessa Marano parla italià, i el seu pare és d'ascendència italiana.

## Filmografia

### Televisió
| Any           | Títol                                                                         | Funció                               | Notes                                                                      |
| ------------- | ----------------------------------------------------------------------------- | ------------------------------------ | -------------------------------------------------------------------------- |
| 2002–2009     | Without a Trace (sense rastre)                                                | Hanna Malone                         | Personatge secundari; 12 episodis                                          |
| 2004          | Grounded for Life (castigada per tota la vida)                                | Lexie                                | Episodi: "Tombstone Blues"                                                 |
| 2004          | The Brooke Ellison Story (La història de Brooke Ellison)                      | Brooke Ellison de jove               | Pel·lícula de televisió                                                    |
| 2005          | Six Feet Under (dos metres sota terra)                                        | Tate Pasquese                        | 2 episodis                                                                 |
| 2005          | The Comeback (el retorn)                                                      | Franchesca                           | Personatge secundari, 12 episodis                                          |
| 2005          | Malcolm in the Middle                                                         | Gina                                 | Episodi: "Malcolm Defends Reese"                                           |
| 2005–2007     | Gilmore Girls                                                                 | April Nardini                        | Personatge secundari; 13 episodis                                          |
| 2006          | Boys Life (vida de nois)                                                      | Sheila                               | Pel·lícula                                                                 |
| 2007          | Hell on Earth (infern a la terra)                                             | Shelly                               | Pel·lícula de televisió                                                    |
| 2008          | Man of your Dreams (l'home des teus somnis)                                   | Maia                                 | Pel·lícula de televisió                                                    |
| 2008          | Miss Guided                                                                   | Kelly                                | Episodi: "Homecoming"                                                      |
| 2008          | The Closer                                                                    | Theresa Monroe                       | Episodi: "Problem Child"                                                   |
| 2008          | Ghost Whisperer                                                               | Alise Jones                          | Episodi: "Ghost in the Machine"                                            |
| 2008–2010     | The Young and the Restless                                                    | Eden Baldwin                         | Personatge principal; 59 episodis                                          |
| 2009          | Trust Me (confia en mi)                                                       | Haley McGuire                        | Personatge secundari; 5 episodis                                           |
| 2009–2011     | Dexter                                                                        | Rebecca Mitchell                     | Personatge secundari; 6 episodis                                           |
| 2010          | Untitled Michael Jacobs Pilot                                                 | Bailey Davidson                      | Projecte de pel·lícula, no comprat                                         |
| 2010          | Past Life (vida passada)                                                      | Susan Charne                         | Episodi: "Dead Man Talking"                                                |
| 2010          | Medium                                                                        | Jennifer Whitten                     | Episodis: "There Will Be Blood... Type A", "There Will be Blood... Type B" |
| 2010          | Scoundrels                                                                    | Hope West                            | Personatge principal; 8 episodis                                           |
| 2010          | Parenthood                                                                    | Holly                                | Episodi: "Date Night"                                                      |
| 2010          | Marry me (casa't amb mi)                                                      | Imogen Hicks                         | Minisèrie de Televisió                                                     |
| 2011          | Private Practice                                                              | Casey                                | Episodi: "The Hardest Part"                                                |
| 2011          | Love Bites                                                                    | Becky Lerner                         | Episodi: "Too Much Information"                                            |
| 2011          | CSI: Crime Scene Investigation                                                | Samantha Cafferty                    | Episodi: "CSI Down"                                                        |
| 2011–2017     | Switched at Birth (Canviades en néixer)                                       | Bay Kennish                          | Paper Principal; 103 episodis                                              |
| 2012          | Anatomia de Grey                                                              | Holly Wheeler                        | Episodi: "The Girl With No Name"                                           |
| 2012          | Boys are Stupid, Girls are Mean (Els nois Són Estúpids, les noies Són Roïnes) | Narradora                            | 9 episodis                                                                 |
| 2013          | Restless Virgins (Verges inquietes)                                           | Emily                                | Pel·lícula de televisió                                                    |
| 2013          | Perception (percepció)                                                        | Riley                                | Episodi: "Toxic"                                                           |
| 2014          | NCIS: Nova Orleans                                                            | Natalie Lane                         | Episodi: "The Recruits"                                                    |
| 2016          | Outcast                                                                       | Sherry                               | Episodi: "The Road Before Us"                                              |
| 2016          | Gilmore Girls: A Year in the Life (un any a la vida)                          | April Nardini                        | Episodi: "Summer"                                                          |
| 2017          | Silicon Valley                                                                | Estudiant de la Universitat Stanford | Episodis: "Intellectual Property", "Teambuilding excercise"                |
| 2018          | Station 19                                                                    | Molly                                | Episodis: "Not your Hero", "No Recovery"                                   |
| 2018- present | Dead Girls Detective Agency                                                   | Nancy Graves                         | Repartiment principal: Sèrie de Web                                        |

### Pel·lícules
| Any  | Títol                                       | Funció                | Notes                    |
| ---- | ------------------------------------------- | --------------------- | ------------------------ |
| 2003 | Fàcil                                       | Poc Jamie             | Sense crèdits            |
| 2003 | Buscant en Nemo                             | Veus addicionals      |                          |
| 2008 | The Clique                                  | Layne Abeley          | Pel·lícula directa a DVD |
| 2009 | Dear Lemon Lima                             | Samantha Pentina      |                          |
| 2012 | Your Father's Daughter (Filla del teu pare) | Luciana               | Pel·lícula curta         |
| 2013 | The Secret Lives of Dorks                   | Samantha              |                          |
| 2014 | Senior Project                              | Samantha "Sam" Willow |                          |
| 2018 | Daphne & Velma                              | Carol                 |                          |
| 2019 | Saving Zoë                                  | Zoë                   |                          |
| 2020 | This is the Year↵ (aquest és l'any)         | Molly                 |                          |
| 2020 | How to Deter a Robber                       | Madison Williams      |                          |

## Premis i nominacions
| Any  | Premi                                                                  | Feina             | Resultat | Ref    |
| ---- | ---------------------------------------------------------------------- | ----------------- | -------- | ------ |
| 2011 | Premi Teen Choice per Estrella de televisió d'estiu d'Elecció – Femení | Switched at Birth | Nominat  | [ 11 ] |
| 2013 | Premi Teen Choice per Actriu de televisió de l'Elecció: Drama          | Switched at Birth | Nominat  | [ 12 ] |